# Werkstattzirkel
Ein Werkstattzirkel ist ein auf spezifische Bedürfnisse der deutschen Wirtschaftskultur zugeschnittener Qualitätszirkel. Im Vergleich zu diesem werden die Teilnehmer eines Werkstattzirkels je nach Bezug zum vorher definierten Thema ausgewählt und er hat eine vorgegebene Aufgabe und Bearbeitungsdauer. Er ist ein sehr projektorientiertes, alle aktivierendes und pragmatisches Instrument (Projektgruppe) der Mitarbeiterbeteiligung.

## Grundlagen
Die Konzeption der Werkstattzirkel geht auf Beratungsaktivitäten der Metaplan Thomas Schnelle GmbH zurück. Sie entstanden als Weiterentwicklung der Lernstatt.
Als Ziele der Werkstattzirkel geht es darum, die:
- Betroffenen an den Zielsetzungs- und Lösungsprozessen mitwirken zu lassen,
- Beschäftigten in ihre Arbeitswelt besser zu integrieren,
- Arbeitsbedingungen und das Arbeitsleben humaner zu gestalten, sowie
- Engagementbereitschaft der arbeitenden Menschen zu wecken und auszuschöpfen[1].

## Organisation von Werkstattzirkeln
Um diese Ziele der Erschließung neuer Produktivitätschancen, der Verbesserung der Qualität der Produkte sowie der Arbeitsbedingungen und einer stärkeren Identifikation der Arbeiter mit dem Betrieb und der Arbeit zu erreichen, sollten Werkstattzirkel folgendermaßen strukturiert sein:
- kleine, gemischte Gruppen von Arbeitern, Vorarbeitern und Meistern mit 8 bis 12 Teilnehmern,
- Moderation der Werkstattzirkel durch firmeninterne, vorher trainierte Führungskräfte (in der Regel Meister oder Vorarbeiter),
- sie treffen sich in der Regel zu 5 Zusammenkünften à 90 Minuten – danach lösen sie sich wieder auf,
- sie arbeiten werkstattnah: während der Arbeitszeit und in der Nähe der Arbeitsplätze,
- ihre Aufgabenstellungen entstehen aus Problemen der täglichen Arbeit,
- ihre Themen müssen vom Management und Betriebsrat akzeptiert sein,
- Faustregel: bis zu 7 Werkstattzirkel auf 1000 Mitarbeiter – denn Koordinatoren und Moderatoren müssen etwa die dreifache Zeit eines Zirkels für dessen Vorbereitung und Aufbereitung aufbringen,
- ihre Zusammenkünfte sind durch die Moderatoren als Folge von Fragen und Informationen vorstrukturiert,
- sie verwenden Gruppengesprächsmethoden und die Pinwandmoderation.

Die Einbindung der Werkstattzirkel in die Betriebsstruktur erfolgt formal nach dem Muster der Qualitätszirkel. Ein wichtiger Bestandteil in der Werkstattzirkelorganisation ist die Position des Koordinators, der als Bindeglied zwischen dem Management, den Moderatoren und Teilnehmern fungiert. Er organisiert und betreut die Zirkel, ist Ansprechperson für alle Beteiligten und Vermittler bei Problemen. Da die Werkstattzirkel-Abläufe vorstrukturiert sind und auch die Themen der einzelnen Zirkel vorgegeben werden, erfordert der Prozess einen hohen Planungsaufwand, der sich in vier Phasen zeitlich gliedern lässt:
1. Durch das Management werden die Themen gefunden und Aufgaben für die Zirkel daraus entwickelt.
2. Der Ablauf wird dramaturgisch geplant, die für die Zirkelarbeit notwendigen Informationen vorbereitet und die Moderatoren eingewiesen.
3. Die jeweiligen vier bis fünf Zirkelsitzungen werden in jeweils circa 90 Minuten moderiert.
4. Die Ergebnisse werden durch die Teilnehmer präsentiert, und durch das Management aufgearbeitet. Auch die Erfolgsbewertung ist Aufgabe des Managements.

## Rahmenbedingungen
Eine für die Qualitätszirkel oftmals geforderte freiwillige Mitarbeit wird bei den Werkstattzirkeln bewusst nicht angestrebt. Sie sind auch als Führungs- und Unternehmens-Entwicklungs-Instrument angelegt. Durch die Vorgabe eines konkreten Themas und einer erst darauf folgenden Zusammenstellung der Gruppe, ist je nach Thema nur der Personenkreis direkt angesprochen, der auch zu Lösungen beitragen kann. Tendenziell ist ein Werkstattzirkel aufgrund seiner strukturellen Merkmale (Themenvorgabe, stark begrenzte Lebensdauer, ständig neue personelle Zusammensetzung) eher auf spezielle produkt- und arbeitsprozessbezogene Problemlösungen ausgerichtet. Durch das aktive Beteiligen aller Werkstattzirkel-Teilnehmer an gemeinsam entwickelten Lösungen steigt der Wille zur Umsetzung der Ideen in die betriebliche Praxis. Hier entfalten Werkstattzirkel ihre größte Fruchtbarkeit. Im geringeren Umfang dienen Werkstattzirkel auch der betrieblichen Weiterbildung und Personalentwicklung. Aus der praktischen Erfahrung heraus ist die Veränderungsbereitschaft des mittleren Managements infolge der Werkstattzirkel-Vorschläge der größte Engpass.
Inzwischen ist dieses Konzept in seiner ursprünglichen Form nur noch in einzelnen Betrieben in der Umsetzung, in den meisten Fällen hat es sich im Sinne Kontinuierlicher Verbesserung weiterentwickelt.